# Micrasterias brachyptera
Micrasterias brachyptera là một loài Song tinh tảo trong họ Desmidiaceae, thuộc chi Micrasterias.